# 褚其祥
褚其祥（？—1932年），字居庸、号瑞符，江蘇徐州人，是民国初年軍閥割據時期的皖系将领。

## 生平
曾任西北边防军第3混成旅（直皖战争后改为第25混成旅）旅长。1919年10月（民国8年），隨徐樹錚率軍占领外蒙古，後任庫倫防衛總司令，1920年12月20日（民国9年）被授予中华民国陆军中将，後于库伦之战败北被逐出外蒙古。1932年（民国21年）冬季因病去世。
褚其祥病逝后，其好友"還珠樓主"於民國21年（1932年）12月23日在天津《天風報》發表散文《記名將褚其祥》进行悼念。